# Magnifica Comunita degli Altipiani cimbri

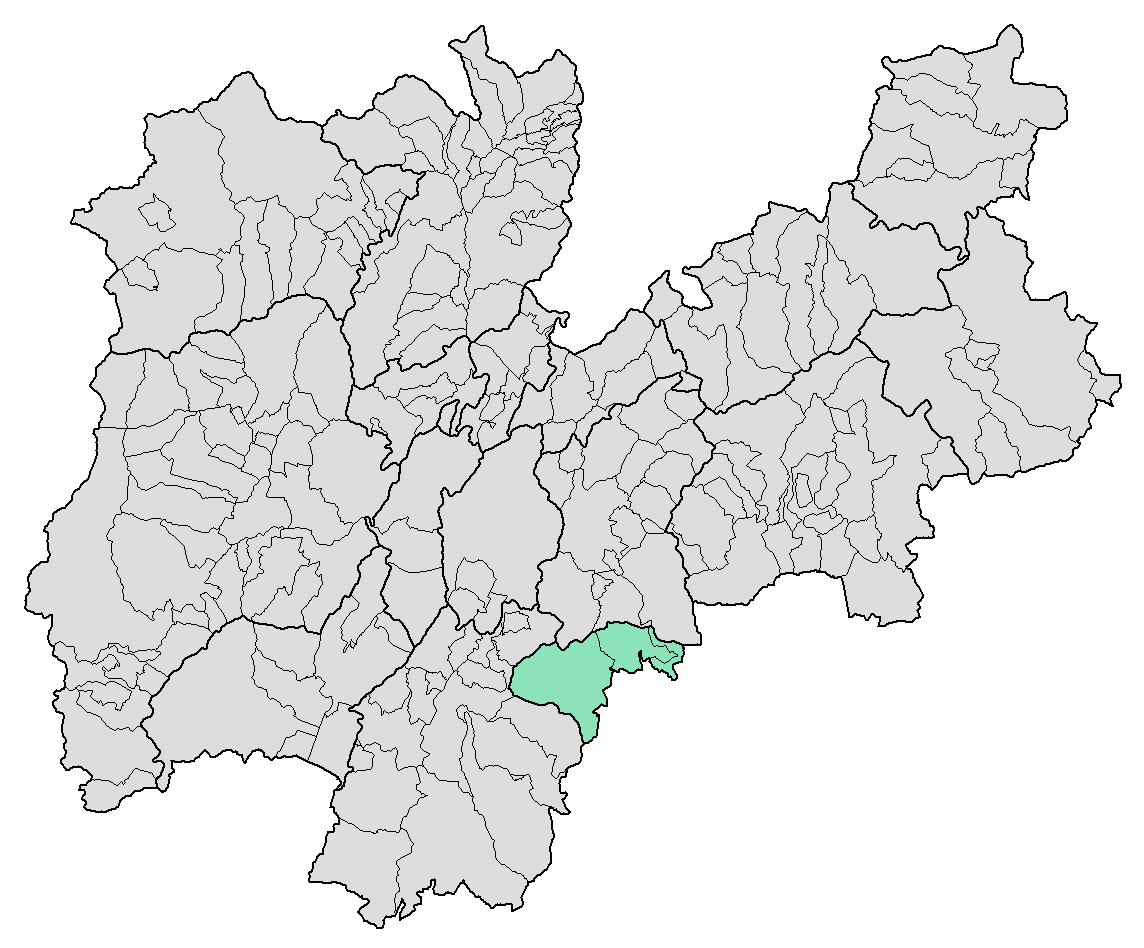
Az Altiplaini cimbri völgyközösség helyzete Trento autonóm megyén belül

Magnifica Comunita degli Altipiani cimbri településcsoport (völgyközösség) Olaszországban, Trento megyében. Lakosainak száma 4581 fő (2019. január 1.).
A hozzá tartozó települések: Folgaria, Lavarone (a völgyközösség főhelye), Luserna

## Népesség
Népességének változása:

| 2019 | 4 581 |